# Acerataspis fukienensis
Acerataspis fukienensis är en stekelart som beskrevs av Chao 1957. Acerataspis fukienensis ingår i släktet Acerataspis och familjen brokparasitsteklar. Inga underarter finns listade i Catalogue of Life.